# Guilhermino Amâncio Bezerra
Guilhermino Amâncio Bezerra (Itabaiana, 3 de fevereiro de 1847 - 7 de agosto de 1909) foi um deputado e uma forte liderança política de Itabaiana do final do período monárquico, considerado um dos destacados personagens históricos de Itabaiana da segunda metade do século XIX e início do século XX.